# This Is Me… Then
This Is Me… Then ist das dritte Studioalbum der US-amerikanischen Sängerin Jennifer Lopez. Es wurde am 19. November 2002 unter Epic Records veröffentlicht. Das Album enthält die Hitsingles Jenny from the Block und All I Have, die in den Billboard Hot 100 die Top 3 erreichten.

## Singles

### Jenny from the Block
Am 11. November 2002 erschien die erste Hauptsingleauskoppelung, Jenny from the Block, des Albums. Der Song schaffte es auf Platz drei der Billboard Hot 100.

### All I Have
All I Have wurde im Frühjahr 2003 als zweite Single des Musikalbums veröffentlicht. Der Song schaffte es auf Platz eins der Billboard Hot 100. Am 6. Januar 2003 erschien das Musikvideo, welches im November 2002 in New York gedreht wurde. Die Regie übernahm Dave Meyers.

## Titelliste
| Nr.          | Titel                | Produzent | Länge |
| ------------ | -------------------- | --- | ----- |
| 1.           | Still                | Jennifer Lopez, Rich Shelton, Loren Hill, Kevin Veney, Leonard Huggins, LeRoy Bell, Casey James                                 | 3:40  |
| 2.           | Loving You           | Troy Oliver, Rooney, James Mtume, Michael Garvin, Tom C. Shapiro                                                                | 3:45  |
| 3.           | I’m Glad             | Jennifer Lopez, Troy Oliver, Rooney, Jesse Weaver Jr.                                                                           | 3:42  |
| 4.           | The One              | Jennifer Lopez, Rooney, Davy Deluge, Thom Bell, Linda Creed                                                                     | 3:36  |
| 5.           | Dear Ben             | Jennifer Lopez, Rooney, Focus…                                                                                                  | 3:14  |
| 6.           | All I Have           | DJ Ron G., William Jeffrey, Jennifer Lopez, Curtis Richardson, Makeba Riddick                                                   | 4:14  |
| 7.           | Jenny from the Block | Jennifer Lopez, Troy Oliver, Mr. Deyo, Trackmasters, Fernando Arbex, KRS-One, Scott La Rock, Michael Oliver, Styles P, Jadakiss | 3:08  |
| 8.           | Again                | Jennifer Lopez, Rooney, Troy Oliver, Reggie Hamlet                                                                              | 5:47  |
| 9.           | You Belong to Me     | Carly Simon, Michael McDonald                                                                                                   | 3:30  |
| 10.          | I’ve Been Thinkin’   | Jennifer Lopez, Rooney, Shea | 4:41  |
| 11.          | Baby I Love U!       | Jennifer Lopez, Rooney, Shea, John Barry                                                                                        | 4:43  |
| 12.          | The One              | Jennifer Lopez, Rooney, Creed, Deluge, Bell                                                                                     | 3:31  |
| Gesamtlänge: | Gesamtlänge:         | Gesamtlänge: | 47:31 |

## Rezeption
Stephen Thomas Erlewine von Allmusic gab eine positive Bewertung ab: Er nannte das Album „sexy, stylish, and fun“.

## Kommerzieller Erfolg

### Chartplatzierungen
This Is Me… Then debütierte am 26. November 2002 mit 314.000 verkauften Einheiten auf Platz 6 der Billboard 200, nach wenigen Wochen erreichte das Album Platz 2. Im Jahr 2013 wurden in den USA 2.600.000 Einheiten des Albums verkauft.
In Großbritannien kam das Album auf Platz 13 der Albumcharts. In der Schweiz erreichte das Album Platz 3 und in Deutschland Platz 4.
Weltweit hat das Album sich bisher sechs Millionen Mal verkauft.
| ChartsChartplatzierungen       | Höchstplatzierung | Wochen |
| ------------------------------ | ----------------- | ------ |
| Deutschland (GfK)              | 4 (23 Wo.)        | 23     |
| Österreich (Ö3)                | 7 (23 Wo.)        | 23     |
| Schweiz (IFPI)                 | 3 (25 Wo.)        | 25     |
| Vereinigte Staaten (Billboard) | 2 (40 Wo.)        | 40     |
| Vereinigtes Königreich (OCC)   | 13 (35 Wo.)       | 35     |

| ChartsJahrescharts (2002)    | Platzierung |
| ---------------------------- | ----------- |
| Vereinigtes Königreich (OCC) | 59          |

| ChartsJahrescharts (2003)      | Platzierung |
| ------------------------------ | ----------- |
| Deutschland (GfK)              | 61          |
| Österreich (Ö3)                | 67          |
| Vereinigte Staaten (Billboard) | 12          |
| Vereinigtes Königreich (OCC)   | 67          |

### Auszeichnungen für Musikverkäufe
| Land/Region                  | Auszeichnungen für Musikverkäufe (Land/Region, Auszeichnung, Verkäufe) | Verkäufe    |
| ---------------------------- | ---------------------------------------------------------------------- | ----------- |
| Australien (ARIA)            | Platin                                                                 | 70.000      |
| Belgien (BRMA)               | Gold                                                                   | 15.000      |
| Dänemark (IFPI)              | Gold                                                                   | 20.000      |
| Deutschland (BVMI)           | Gold                                                                   | 150.000     |
| Europa (IFPI)                | Platin                                                                 | (1.000.000) |
| Finnland (IFPI)              | Gold                                                                   | 19.998      |
| Frankreich (SNEP)            | 2× Gold                                                                | 200.000     |
| Griechenland (IFPI)          | Gold                                                                   | 15.000      |
| Japan (RIAJ)                 | Gold                                                                   | 100.000     |
| Kanada (MC)                  | 2× Platin                                                              | 200.000     |
| Neuseeland (RMNZ)            | Platin                                                                 | 15.000      |
| Niederlande (NVPI)           | Gold                                                                   | 40.000      |
| Österreich (IFPI)            | Gold                                                                   | 15.000      |
| Portugal (AFP)               | Gold                                                                   | 10.000      |
| Schweden (IFPI)              | Gold                                                                   | 30.000      |
| Schweiz (IFPI)               | Platin                                                                 | 40.000      |
| Spanien (Promusicae)         | Platin                                                                 | 100.000     |
| Ungarn (MAHASZ)              | Gold                                                                   | 15.000      |
| Vereinigte Staaten (RIAA)    | 2× Platin                                                              | 2.600.000   |
| Vereinigtes Königreich (BPI) | 2× Platin                                                              | 600.000     |
| Insgesamt                    | 13× Gold · 11× Platin ·                                                | 4.264.998   |

Hauptartikel: Jennifer Lopez/Auszeichnungen für Musikverkäufe